# 唐平蕭銑之戰
唐平蕭銑之戰，中國唐朝武德四年（621年），唐軍攻滅長江中游、江南割據勢力蕭銑的一次統一戰爭。是一場著名的江河作戰。
隋末蕭銑趁亂割據在江陵一帶，領土廣大，南到交趾，北到漢水，西達長江三峽，東及江西省九江。武德四年（621年），李靖通过李孝恭向唐高祖獻上平滅蕭銑的十策，唐高祖採納，任命李孝恭為夔州總管，李靖為行軍總管，大造戰艦，訓練水軍。唐軍自夔州（今四川奉節東）順江東下，以廬江王李瑗出襄州（今湖北襄陽），黔州刺史田世康出辰州（今湖南沅陵）。原本依附萧铣的周法明投唐，被任为黃州總管，出夏口（今漢口）。李孝恭、李靖乘水漲敵懈、迅速進軍江陵，親率戰艦二千多艘戰船順江而下，直搗腹心，攻克荊門（今湖北宜都西北）、宜都（今屬湖北），進抵夷陵（今湖北宜昌），蕭銑部將文士弘率精兵數萬屯清江（今清江入長江口），前來救援，被李孝恭击退，获战舰三百馀艘，杀溺死者万计，追奔至百里洲，文士弘收兵复战，又被击败，李孝恭进入北江（按：长江于支江分流，支江，今湖北江陵西支江县）。萧铣所任的江州总管盖彦举以五州来降。
当时因为萧铣休兵务农，江陵只有数千守军，主力分散在江南和岭南。萧铣一边召回在江南和岭南的军队，一边将所有兵力派出作战。李靖建议李孝恭暂缓进攻，等梁军分兵御敌和守城了再各个击破，否则梁军都是彪悍的楚人，唐军抵挡不住。李孝恭不听，交战后果然战败，李靖趁梁军抢夺战利品失去队伍发起反攻才反败为胜，唐军乘胜夺取外城和水城，得到楼船。李靖认为如果梁军救兵来到，唐军就会寡不敌众，拥有楼船也无益，建议将楼船顺江放下，迷惑梁军救兵。梁军救兵果然以为江陵已经失守，为了确认消息，耽误了时间。名义上以交州依附萧铣的丘和等归顺唐朝。
萧铣以为救兵不会到了，问计于中书侍郎岑文本，听其建议投降，梁亡。不久，梁军救兵十余万先后到江陵，得知梁已亡，都投降了唐朝。
　　